# Лаврін Капуста
Лаврін Капуста — козацький військовий діяч, Чигиринський та Суботівський городовий отаман, керівник контррозвідки часів Богдана Хмельницького.

## Біографічні відомості
Часто Лавріна Капусту називають найвидатнішим професійним контррозвідником Війська Запорозького. Тож не дивно, що постать Лавріна Капусти оповита численними таємницями. Як і личить професійному контррозвіднику про себе та свою діяльність залишив дуже мало інформації. Стверджувати щось напевне про цього напівлегендарного діяча дуже складно. Та все ж інформація з різних джерел дозволяє скласти образ Лавріна Капусти та висловити певні твердження та припущення щодо його діяльності.
Роки життя Лавріна Капусти невідомі. В історії згадки про нього з'являються з 1648 по 1657 роки.
Був реєстровим козаком. У Реєстрі Війська Запорозького 1649(?) року Лаврін Капуста фігурує в Осавульському курені Чигиринського полку. Там же записані і два Капустенки — Васко і Пархом. Висловлюються припущення, що це можуть бути його сини.
Командував козацькими загонами під час Жовтоводської, Корсунської та Пилявецької битв. У жовтні 1648 року полковник Лаврін Капуста на чолі козацького корпусу здійснив похід на Городок, де допоміг місцевим жителям знищити шляхетську заставу, та під Перемишль. У лютому 1649 р. призначений Б. Хмельницьким чигиринським городовим отаманом, був також суботівським городовим отаманом.
Окремою сторінкою діяльності Лавріна Капусти була дипломатія. Відомо, що він двічі очолював українське посольство до Москви у 1653 році та двічі до Стамбула (квітень 1656 року та травень 1657 року). Власне на цій події згадки про діяльність Лавріна Капусти в історичних документах обриваються — його дипломатична місія до турецького султана весною 1657 року є останнім, що достеменно відомо про нього. Хоча зі смертю Богдана Хмельницького слід Лавріна Капусти зникає з історичних документів, навряд чи він зникає з історії.

## Розвідувальна та контррозвідувальна діяльність
З усіх іпостасей, в яких постає перед нами Лаврін Капуста — полководець, дипломат, господарник, радник, розвідник — саме розвідувальна діяльність викликає найбільше зацікавлення. Інтерес цей обумовлений в першу чергу тим, що розвідка та контррозвідка часів Богдана Хмельницького досягла дуже високого рівня. За непоодинокими твердженнями дослідників Богдан Хмельницький створив одну з найкращих на той час розвідку й контррозвідку у Європі і це при тому, що творити її Гетьману фактично довелось з нуля. До нас дійшли чимало відомостей, які свідчать про системність, професійність, патріотизм розвідувальної та контррозвідувальної діяльності, а також про те, що така діяльність мала виключно оборонний характер — спрямовувалася лише на захист національних інтересів держави й не виступала знаряддям агресії щодо інших держав.
Так, в усіх воєнних кампаніях (за винятком Охматівської в січні 1655 р.) розвідувальним чатам Гетьмана завжди вдавалося вчасно і точно встановлювати маршрут просування противника та місце його перебування. Противник же, як свідчать джерела переважно польського походження, щодо відомостей про наміри і справи козацького війська перебував здебільшого у протилежному становищі. Для прикладу у середині червня 1649 р. С. Лянцкоронський попереджав у своєму універсалі жовнірів, що Хмельницького «швидше під обозом нашим побачимо, а ніж про нього почуємо». У Варшаві та Вільно діяла агентурна мережа, яка вчасно поставляла Богдану Хмельницькому інформацію політичного характеру. 12 грудня 1650 року у палаці польського короля за участю самого Яна II Казимира відбулася таємна нарада, присвячена лише питанню протидії козацькій зовнішній розвідці, де було заслухано ротмістра Воронича, котрий повернувся з Чигирина, де під виглядом посла збирав секретні відомості. Великий канцлер литовський князь Альберт Станіслав Радзивіл, який був присутній на цій нараді, занотував у своєму щоденнику, що Воронич «доповів про шпигунів Хмельницького, котрих він має повсюди, навіть у Венеції, і, на його думку, це повинно вплинути на майбутню долю нашого короля, а опісля і на князя Москви». Історик та журналіст Юрій Джеджула влучно зазначив, що авторитет української зовнішньої розвідки, створеної Богданом Хмельницьким, був настільки великим, що їй інколи приписували й те, до чого вона не мала, як видається, прямого відношення. Серед прикладів є поширення тогочасним польським мемуаристом Голінським сенсаційних відомостей, що нібито козацький гетьман, зваживши на неприхильність турецького султана Ібрагіма до української справи, зініціював, намовивши яничарів, двірцевий переворот 8 червня 1648 року, в результаті якого султана було вкинуто до в'язниці, а на трон посаджено його восьмирічного сина Мухаммеда IV.
Факти, які б свідчили про рівень розвідки і контррозвідки Богдана Хмельницького можна називати ще довго. Зрозуміло, що такого рівня можна було досягти лише завдяки мудрому керівництву та відданим справі людям. Серед таких людей непересічне місце посідає Лаврін Капуста. Як видається діяльність Капусти як городового отамана та дипломата є похідною від розвідувальної. Саме у Чигирині — гетьманській столиці — очевидно знаходився штаб української розвідки. Відповідальну дипломатичну місію можна було довірити надійній особі, яка володіла повнотою інформації. Часто стверджують, що Лаврін Капуста був правою рукою гетьмана Хмельницького.
Прагнучи обезголовити визвольний рух українського народу, його противниками було організовано чимало замахів на гетьмана Б.Хмельницького. У 1649 році польський король навіть призначив велику грошову винагороду за голову Хмельницького. Ці замахи були викриті і вчасно знешкоджені, в чому найбільшою мірою мабуть слід завдячувати Лавріну Капусті — керівнику таємної служби Війська Запорозького. Для прикладу, у листопаді 1653 року було розкрито змову козацького старшини Миколи Федоровича, якого поляки невідомо яким чином схилили на свій бік (до того Федорович зі своїми козаками під началом Тимоша Хмельницького героїчно захищав фортецю Сучаву і після смерті Тимоша Федорович за рішенням козаків очолив оборону міста). Осівши в Корсуні, він збирав там прибічників, маючи намір вчинити замах на Богдана Хмельницького. Гетьманська контррозвідка викрила змову. Лаврін Капуста заарештував Федоровича в Корсуні та привіз до Суботова, де його після допиту було страчено.

## Версія про перепоховання тіла Богдана Хмельницького
Однією з версій, яка пояснює зникнення тіла гетьмана Хмельницького із Іллінської церкви у Суботові, де він був похований, є його перепоховання Лавріном Капустою. Лаврін Капуста, який як зрозуміло навіть з тих нечисленних відомостей, що дійшли до нас, будучи неабияким стратегом та вірним соратником Гетьмана, усвідомлював загрозу наруги над тілом Богдана Хмельницького. Тож після смерті Гетьмана Богдана Л.Капуста перепоховав його, про що знали дуже обмежене коло осіб. Серед достовірних фактів, які підсилюють цю версію є те, що у результаті розкопок, проведених у стінах Іліїнської церкви на початку 1970-х рр., у фундаменті церкви навпроти поховання виявлено пролом. Найімовірнішими місцями перепоховання праху Хмельницького називають підземелля Замкової гори у м. Чигирин та Семидубову гору у селі Івківці, яка розташована неподалік Суботова. Підстав стверджувати достовірність цієї версії, наразі немає. Як і немає таких підстав щодо інших версій зникнення тіла Богдана Хмельницького із його усипальниці у Суботові.

## Лаврін Капуста у художній літературі
У художніх книгах, присвячених постаті Богдана Хмельницького та подіям Національно-визвольної боротьби XVII століття зустрічаємо образ Лавріна Капусти — «старосту гетьманської розвідки», як називає його Павло Загребельний. Крім роману «Я, Богдан (сповідь у славі)» Павла Загребельного, персонаж Лавріна Капусти живе на сторінках романів Богдана Сушинського «На вістрі меча», «Французький похід», «Шлях воїна», «Вогнища Фламандії», Володимира Заліського «Останній бій Лавріна Капусти», трилогії «Богдан Хмельницький» Михайла Старицького, «Переяславська Рада» Натана Рибака та інших художніх творах.

## Вшанування пам'яті
У місті Черкаси є провулок Лавріна Капусти. 
У селищі Карнаухівка вулицю Вишневу перейменували на вулицю Лавріна Капусти.
У місті Нікополь вулицю Кронштадтську перейменували на вулицю Лавріна Капусти.